# Mogincual

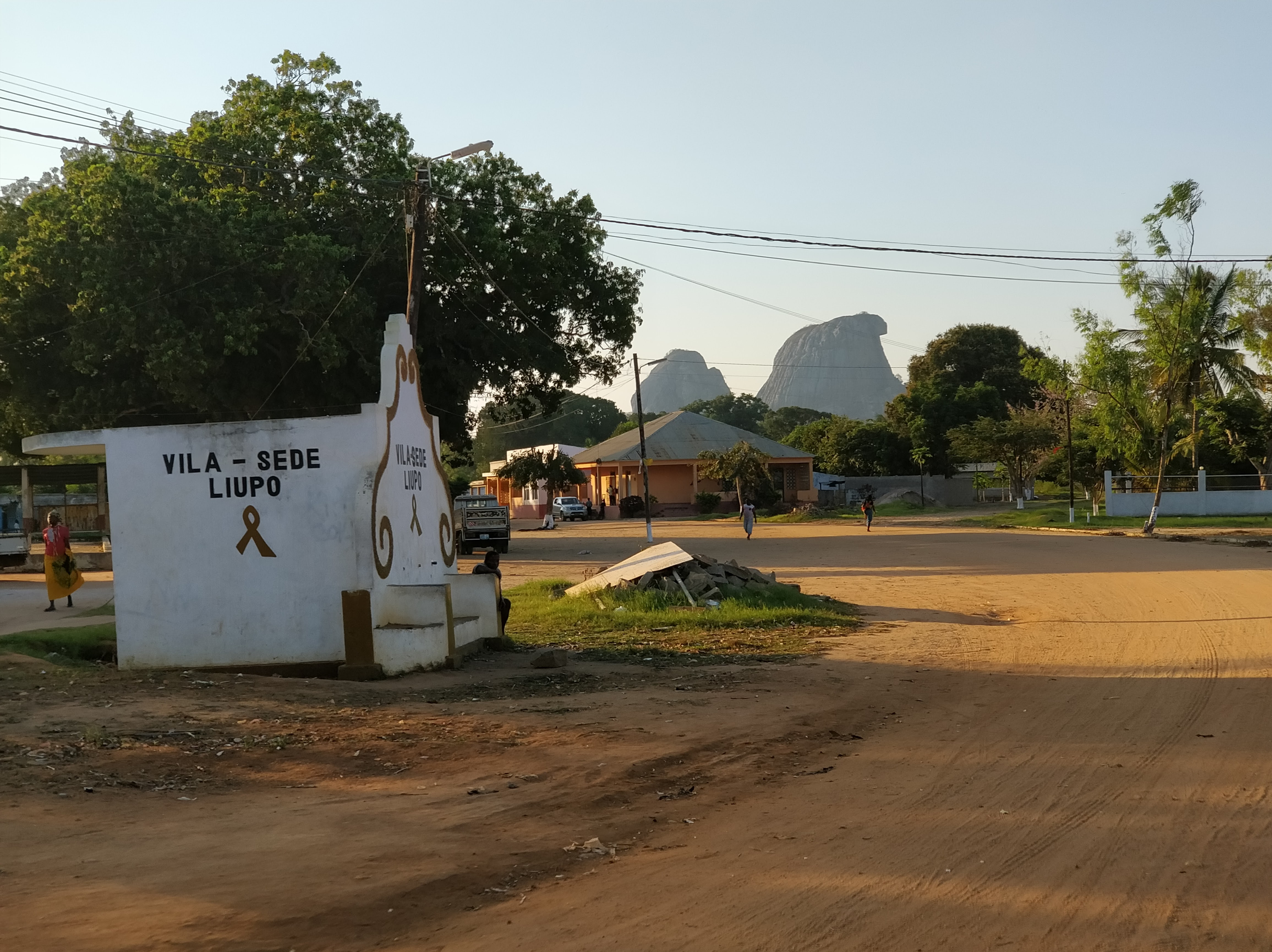
Vista de la villa de Liúpo, sede del distrito

Mogincual uno de los veintiún distritos que forman la provincia de Nampula en la zona septentrional de Mozambique, región fronteriza con las provincias de Cabo Delgado de Niassa y de Zambezia. Región ribereña del océano Índico.
La sede de este distrito es la villa de Liupo.

## Características
Distrito situado en el este de la provincia.
Limita al norte con el distrito de Monapo;
al oeste con el de Meconta;
al sudoeste con el Mogovolas;
al sur con el distrito de Angoche;
al sudeste con el océano Índico;
y al nordeste con Mossuril.
Tiene una superficie de 4442 km² y según datos oficiales de 1997 una población de 92 320 habitantes, lo cual arroja una densidad de 21,6 habitantes/km². En el año 2005 contaba con una población de 110 952 habitantes.

## División administrativa
Este distrito formado por seis localidades, se divide en cinco puestos administrativos (posto administrativo), con la siguiente población censada en 2005:
- Naminge, 32 153 (Naminane).
- Quinga, 18 556.
- Chunga, 15 525.
- Quixaxe, 20 912.
- Liupo , sede y 23 796.